# بويان سلات
بويان سلات (بالهولندية: Boyan Slat)‏ (من مواليد 27 يوليو 1994) هو عالم بيئة وطالب ملاحة جوية هولندي أصبح معروفا من خلال مشروعه الخاص بتنظيف المحيطات The Ocean Cleanup، بما في ذلك دوامة نفايات شمال المحيط الهادئ.